# Diospyros christophersenii
Diospyros christophersenii là một loài thực vật có hoa trong họ Thị. Loài này được Fosberg mô tả khoa học đầu tiên năm 1939.